# Karl G. Fredriksson
Karl Gunnar Fredriksson, känd som Karl G. Fredriksson, född 11 april 1941 i Uppsala, död 10 oktober 2015 i Uppsala, var en svensk författare, förlagskonsult, översättare, kritiker och föreläsare. Fredriksson var ledamot av Svenska Deckarakademin.
Han var från 1969 gift med översättaren Lilian Fredriksson (1942–2019), och merparten av deras många översättningar sedan 1980-talets början stod paret för gemensamt. Han är begravd på Uppsala gamla kyrkogård.